# 朱恩钠
长阳安靖王朱恩钠（1453年—1541年），明朝长阳昭和王朱豪㙷嫡长子。明太祖之玄孙。

## 生平
正德五年（1510年），朱豪㙷去世；正德九年（1514年）五月，明武宗遣永寿伯朱德、高平伯谷大宽、武进伯朱本、永康侯徐源、刑部左侍郎张纶、安乡伯张坤、宁阳侯陈继祖、泰宁侯陈儒、武安侯郑英、东宁伯焦洵充正使，刑部署郎中主事马文、中书舍人尹继祖、行人司行人张钦、翰林院编修景旸、兵科右给事中高淓、翰林院编修徐缙、鸿胪寺右寺丞张文澍、工科左给事中朱玑、尚宝司司丞刘皋、行人司行人张文明充副使，持节册封朱恩钠为长阳王，夫人黄氏为长阳王妃。
嘉靖九年（1530年）十二月，因朱恩钠与肃王朱贡錝、堵阳王朱同鉣、南川王朱申锯、陵川王朱诠𨮒、襄陵王朱徵鈐、庆成王朱奇浈都年逾七十，明世宗命赐玺书及给羊酒币帛，令各府进表官带上致以问候。
嘉靖二十年（1541年），朱恩钠去世。二十二年（1543年）十二月，嫡子朱宠游被册封袭爵。

## 家庭

### 妻妾
- 王妃黄氏

### 子孙
- 嫡长子朱宠淕，成化十六年（1480年）三月赐名[6]，早卒
- 嫡次子鎮國將軍→长阳恭裕王朱宠游，弘治十四年（1501年）七月赐名
- 庶三子鎮國將軍朱宠泊，弘治十四年（1501年）七月赐名[7]
  - 第一子朱致杉[8]
- 嫡四子鎮國將軍朱宠沮，弘治十八年（1505年）二月赐名[9]
- 子鎮國將軍朱宠浮[8]